# Markus Meysner

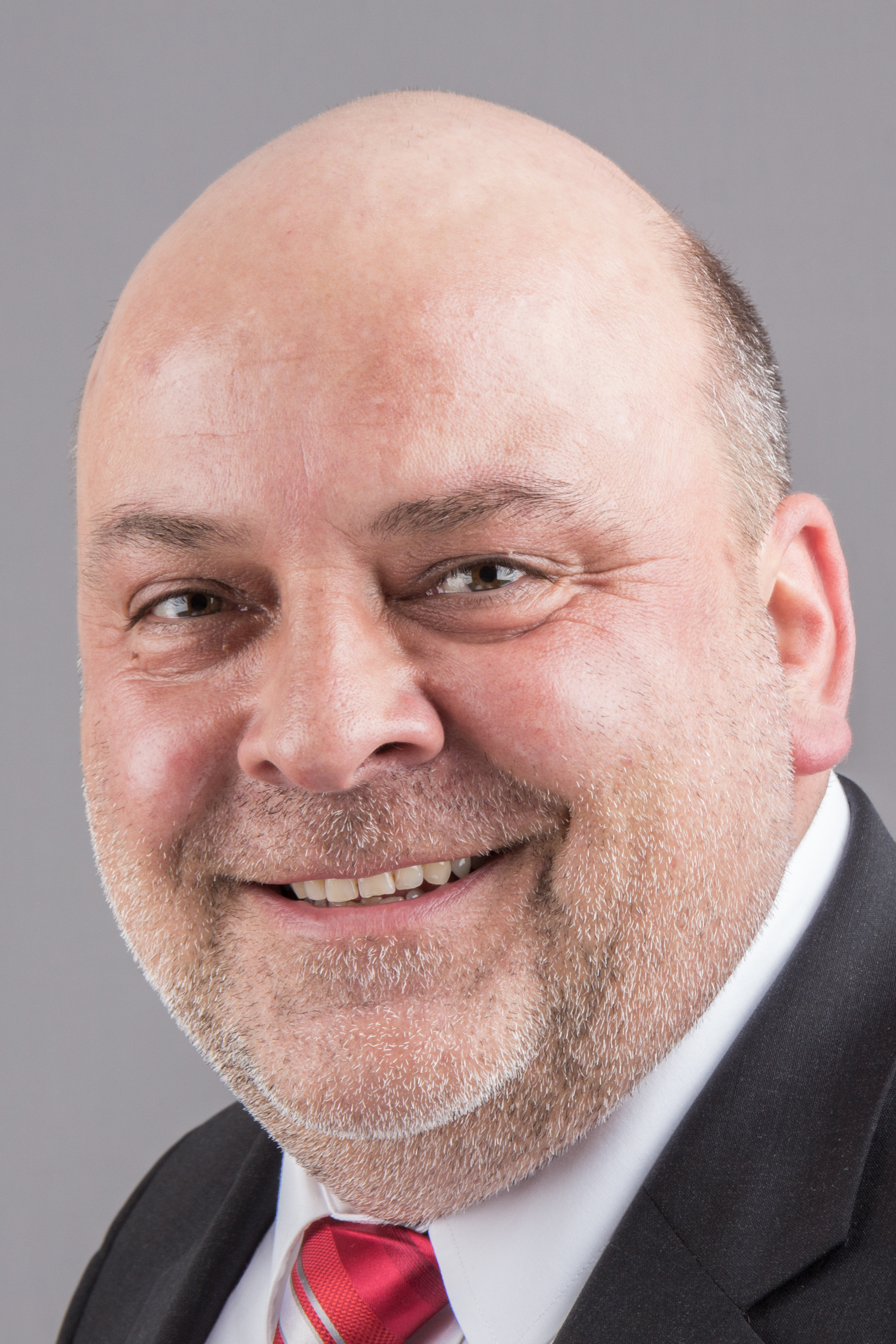
Markus Meysner (2016)

Markus Meysner (* 8. April 1966 in Fulda) ist ein deutscher Politiker (CDU). Er war von 2013 bis 2022 Mitglied des Hessischen Landtags. Zuvor war er von 2001 bis 2013 Bürgermeister von Tann.

## Leben
Markus Meysner absolvierte das Studium zum Diplom-Verwaltungswirt und war anschließend in der Verwaltung der Gemeinde Petersberg tätig. Seit 2025 ist er als Reisemobil- und Wohnwagen-Berater tätig. 

## Politik
Markus Meysner ist seit 1996 Mitglied der CDU. Im Jahr 2001 wurde er zum Bürgermeister der Stadt Tann gewählt. Dieses Amt bekleidete er bis 2013. Aufgrund der geplanten Landtagskandidatur verzichtete er auf die Bewerbung um eine weitere Amtszeit.
Bei der Wahl zum Hessischen Landtag 2013 trat er als Direktkandidat im Wahlkreis Fulda II (Wahlkreis 15) als Nachfolger von Norbert Herr an. Meysner gewann das Direktmandat des Wahlkreises für den Hessischen Landtag, das er bei der Landtagswahl 2018 verteidigte.
Zwischen 2018 und 2022 war er Vorsitzender des CDU-Kreisverbands Fulda. Am 30. Juni 2022 legte er sein Landtagsmandat nieder. Für ihn rückte sein Ersatzbewerber Sebastian Müller nach.